# Reoviridae
Familia Reoviridae (Respiratory Enteritic Orphan virus) cuprinde specii de virusuri ce produc boli ale aparatului digestiv-afecțiuni gastrointestinale- (Rotavirus) iar unele pot determina afecțiuni respiratorii.

## Genom
Fac parte din categoria virusurilor cu ARN bicatenar.

## Clasificare
- Genul Orthoreovirus; specii: Ortoreovirusul mamiferelor
- Genul Orbivirus; specii: Bluetongue virus
- Genul Rotavirus; specii: Rotavirus A (diaree)
- Genul Coltivirus; specii: Colorado tick fever virus
- Genul Aquareovirus; specii: Aquareovirus A
- Genul Cypovirus; specii: Cypovirus 1
- Genul Fijivirus; specii: Virusul Fiji
- Genul Phytoreovirus; specii: Virusul orezului pitic
- Genul Oryzavirus; specii: Rice ragged stunt virus
- Genul Idnoreovirus; specii: Idnoreovirus 1
- Genul Mycoreovirus; specii: Mycoreovirus 1